# Estefanía Martín Palop
Estefanía Martín Palop es una política española nacida el 1 de septiembre de 1977 en la ciudad de Málaga. Ejerció como senadora por el PSOE en la XIII y XIV Legislatura, entre los años 2019 y 2023.

## Biografía
Estudió trabajo social en la Universidad de Málaga, graduándose en el año 2000. Entre 2015 y 2017 ejerce como concejala en el ayuntamiento de Málaga. Desde 2017 a 2019 dirige el Departamento de Evaluación, Control y Calidad del Servicio Andaluz de Empleo. Durante la Crisis del PSOE de 2016 formó parte de los 17 miembros de la ejecutiva que dimitieron en bloque el 28 de septiembre.
Ostentó el cargo de senadora en 2019, ejerciéndolo hasta 2023.